# Fernanda
Fernanda ist ein weiblicher Vorname.

## Herkunft und Bedeutung
Fernanda ist die italienische, spanische und portugiesische weibliche Form des Vornamens Ferdinand. Die spanische und portugiesische männliche Form des Namens ist Fernando.

## Namensträgerinnen
- Fernanda Andrade (* 1984), brasilianische Schauspielerin
- Fernanda Berti Alves (* 1985), brasilianische Volleyball- und Beachvolleyballspielerin
- Fernanda Bianchini (* 1978), brasilianische Tänzerin, Physiotherapeutin und Pädagogin, Gründerin der ersten Ballettschule für Blinde
- Fernanda Borges (* 1969), Parteivorsitzende der Partido Unidade Nacional in Osttimor
- Fernanda Brandão (* 1983), brasilianische Sängerin, Fitness Trainerin, Tänzerin
- Fernanda Brito (* 1992), chilenische Tennisspielerin
- Fernanda Bullano (1914–2003), italienische Sprinterin
- Fernanda Canales (* 1974), mexikanische Architektin, Designerin und Kuratorin für Architektur
- Fernanda Colombo (* 1991), ehemaliges brasilianisches Model sowie ehemalige Fußballschiedsrichterin
- Fernanda Contri (* 1935), italienische Juristin und Magistratin
- Fernanda Contreras Gómez (* 1997), mexikanische Tennisspielerin
- Fernanda Ferreira (* 1980), brasilianische Volleyballspielerin, 2012 olympische Goldmedaille
- Fernanda Honorato (* 1980), brasilianische Journalistin und Schauspielerin
- Fernanda Keller (* 1963), ehemalige brasilianische Triathletin
- Fernanda Kumasaka (* 1981), brasilianische Badmintonspielerin
- Fernanda Labraña (* 1999), chilenische Tennisspielerin
- Fernanda Lima (* 1977), brasilianische Fernsehmoderatorin, Schauspielerin und Model
- Fernanda Martins (* 1988), brasilianische Leichtathletin
- Fernanda Melchor (* 1982), mexikanische Journalistin und Autorin
- Fernanda Montenegro (* 1929), brasilianische Schauspielerin
- Fernanda Nissen (1862–1920), norwegische Journalistin, Literatur- und Theaterkritikerin
- Fernanda Oliveira (* 1980), brasilianische Seglerin
- Fernanda Pereyra (* 1991), argentinische Beachvolleyballspielerin
- Fernanda Ribeiro (* 1969), portugiesische Langstreckenläuferin
- Fernanda Romero (* 1983), mexikanische Schauspielerin und Sängerin
- Fernanda Seno (1942–1996), portugiesische Schriftstellerin
- Fernanda da Silva (* 1989), brasilianische Handballspielerin
- Fernanda Torres (* 1965), brasilianische Schauspielerin
- Fernanda Trías (* 1976), uruguayische Schriftstellerin
- Fernanda de Utrera (1923–2006), spanische Sängerin
- Fernanda Venturini (* 1970), ehemalige brasilianische Volleyballspielerin
- Fernanda Viégas (* 1971), brasilianisch-amerikanische Informatikerin und Datenvisualisiererin

Zwischenname
- María Fernanda Álvarez Terán (* 1989), bolivianische Tennisspielerin
- Maria Fernanda Alves (* 1983), brasilianische Tennisspielerin
- María Fernanda Castro Maya (* 1993), mexikanische Aktivistin, die für die Rechte von Behinderten eintritt
- María Fernanda Espinosa (* 1964), ecuadorianische Politikerin
- Maria Fernanda Lay (* 1954), Politikerin aus Osttimor
- María Fernanda Mackenna (* 1986), chilenische Leichtathletin (Sprint)
- María Fernanda Murillo (* 1999), kolumbianische Leichtathletin (Hochsprung)
- María Fernanda Silva (* 1965), argentinische Diplomatin und Botschafterin des Landes beim Heiligen Stuhl
- Luisa Fernanda von Spanien (1832–1897), Infantin von Spanien und durch Heirat Herzogin von Montpensier

## Sonstiges
- Tropensturm Fernanda, siehe Pazifische Hurrikansaison 1999